# 문국현
문국현(文國現, 1949년 1월 12일~)은 대한민국의 기업인이자 정치인으로, 제18대 국회의원이다.

## 이력
3번의 학력고사 도전 후 1967년 한국외국어대학교 영어과에 합격 (경영학 복수전공), 육군 학군장교(ROTC)로 임관 때 국방부장관상을 수상했다. 병기 장교의 보직을 받고 통역장교로 선발되어 군 교범을 한글로 번역하는 일 등의 업무를 수행했다. 그 이후 그는 육군 중위로 만기 전역했다.
대학교 4학년 때 유한양행의 창업자인 유일한의 전 재산 사회 환원 사실을 알게 된 후 유일한 박사를 평생동안 존경하는 인물로 삼았다고 밝혔다. 이러한 영향으로 전역 후 1974년 유한킴벌리에 입사했다. 1977년 서울대학교 대학원에서 경영학 석사학위를 받았으며 회사에서는 전산실장을 맡아 당시 한국에 초기이던 전산시스템을 도입했다. 1984년에는 회사에서 안식년을 받아 미국과 오스트레일리아를 둘러보았으며 이때의 경험으로 ‘우리강산 푸르게 푸르게’라는 유한킴벌리의 환경보호운동을 시작했다. 1995년에는 대표이사 사장에 취임했고 2003년에는 킴벌리-클라크 북아시아 총괄 사장까지 겸하게 됐다.

### 유한 킴벌리
환경운동
1984년부터 시작한 우리강산 푸르게 푸르게 운동을 주도하여 생태 환경 보전 및 교육활동을 했다. 매출액의 0.1%~0.5%를 투자하는 이 운동은 나무심기와 숲가꾸기를 주로하며 북한 숲 조성활동이나 몽골 사막화지역 나무심기 등도 지원했다.
IMF 위기의 극복
1997년 IMF 외환위기 당시 공장가동률이 절반대로 떨어지는 위기 상황이 닥쳤으나 대량해고 대신 3조2교대의 근무일정을 4조2교대로 하여 4일을 일하고 4일을 쉬는 정책을 취했다. 이는 고용 증대 효과를 불러일으켰을 뿐만 아니라, 근로자들의 생산성이 향상되어 불량률이 떨어지고 시장점유율이 높아지는 장점까지 수반됐다. 이 때문에 킴벌리 클라크의 대표가 문국현을 극찬하기도 했다.
최근 활동
"지속가능경영"을 도입하여 2006년부터 지속 가능성 보고서를 냈다.
2006년에만 매출액 약 7.7%성장 순이익률 10.9%의 성장을 하는 가운데 지역사회에 총 112.5억원을 투자했다.
2007년 3월 2일에는 경기도 기흥에 킴벌리-클라크의 글로벌 R&D센타를 유치했다.
2007년 3월 8일 기업의 사회적 책임 실천을 목표로 하는 UN 글로벌 콤팩트에 가입했다.

### 시민사회 활동
- 1995년 환경정의 이사
- 1996년 유엔환경개발기구 (UNEP) 한국위원회 이사
- 2005년 평생학습클럽 공동회장 (뉴패러다임센터)

### 2007년 대선 출마
2007년 8월 23일, 유한킴벌리 대표이사 사장, 킴벌리클락 동아시아 총괄사장직 그리고 KT 사외이사직을 사임하고, 2007년 대한민국 대통령 선거에 출마 선언을 했다. 10월 30일 창조한국당을 창당하고 이용경 전 KT사장, 이정자 녹색구매네트워크 상임대표와 함께 공동대표가 됐으며 11월 4일 대선 후보로 추대됐다.
11월 18일 대통합민주신당 정동영 후보가 정책연합을 통한 단일화를 제안한 데 대해 11월 20일 문국현 후보가 "실정한 사람들과 단일화를 할 수 없다"며 "정 후보에게 국민에 대한 사과와 함께 후보 사퇴를 공식적으로 요청한다"고 말했다. 그러나 "단일화 문제를 토론할 수 있다"며 "정권 연장 차원의 단일화가 아닌 정권교체, 시대교체 차원의 후보 단일화가 필요하다"고 밝혀 협의 가능성은 남겨뒀다.
11월 25일 대통합민주신당 유시민 의원의 자신에 대한 비판에 관련해 "유시민 의원이 그간 보여온 정동영 후보에 대한 태도와 발언에 비춰 볼 때 정 후보 지지야 말로 완벽한 자기부정"이라며 "2004년, 열린우리당이 과반의 의석을 얻고 바로 시작된 이른바 '실용, 개혁' 논쟁부터 최근의 대통합민주신당의 경선 과정까지 참여정부 기간 거의 대부분을 유 의원은 정동영 후보를 인정한 적이 단 한 번도 없는 사람"이라고 말했다. 그는 "유 의원이 참여정부의 관점에서 매사를 해석하려 하는 걸 이해하지 못하는 건 아니나 일관성은 가져야 한다. 그래야 설득력이 생긴다"며 "매 시기 자신의 정치적 고향을 이해관계에 따라 부정하고 인정하며 줄다리기 하는 정치 말고, 당당하게 평가할 건 평가하고 비판할 건 비판하는 정치야말로 유 의원이 늘 주장하던 참정치가 아닐까 한다"고 말했다. 그는 "지금 같은 당을 하고 있는 140명 의원들의 면면을 보라"며 "참여정부 임기 내내 대통령과 정부를 부정한 사람들이 절반을 넘어 거의 70 내지 80%에 육박하는 수준으로 그런 당에 몸담고 있는 유 의원이야말로 자기부정을 하고 있는 것"이라고 덧붙였다.
2007년 12월 19일에 있었던 대선에서 1,375,478의 표와 5.8%의 득표율을 얻어 4위에 그쳤다.

#### 대선 공약
문국현 솔루션이라는 대선 공약을 발표했다.
- 일자리 500만개
- 근로조건과 삶의 질을 개선
- 토지 공개념 강화
- 중소기업 지원 강화
- 남북 경제공동체
- 엄정한 법치주의
- 고용안정
- 공교육 강화
- 평생 학습사회
- 사회투자형 복지

#### 개헌 공약
문국현은 11월 4일 창조한국당 대표 수락연설에서 다음과 같은 개헌 공약을 내걸었다.
- 대통령 4년 중임제
- 대통령 결선 투표제
- 정당명부식 비례 대표제
- 정.부통령제

## 학력
- 서울돈암국민학교 졸업
- 동성중학교 졸업
- 중동고등학교 졸업
- 한국외국어대학 외국어학부 영어학 학사
- 서울대학교 경영대학원 MBA 석사

## 정치적 지지층
환경운동연합, 경제정의실천시민연합 등 시민사회단체 출신의 사람들이 핵심 지지층으로 알려져 있다. 김재현 건국대학교 교수, 홍종학 경원대학교 교수(MBC라디오 프로그램 '손에 잡히는 경제'의 진행자)등이다. 전 서울시장인 오세훈과는 친하며 많은 부분 정책을 공감하지만 공식적으로 지지를 표명하지 않았다. 한편 방송, 신문 등의 미디어에서는 한국의 젊은 인터넷 사용자들 사이에서 문국현을 지지하는 이들이 많아보였으나 실제 지지율은 그에 크게 못미쳤다. 통합민주당의 천정배 의원과 정책적으로 연대한다고 발표했다.

## 의정 활동
- 2007년 10월 30일: 창조한국당 창당(공동대표: 문국현, 이용경, 이정자)
- 2007년: 창조한국당 17대 대통령 후보
- 2008년 4월: 서울시 은평을에서 18대 국회의원으로 당선, 국회 외교통상통일위원회(외통위) 활동
- 2008년 6월: '공영방송지키기대책위원회' 출범, '창조한국당'―'자유선진당', 공동교섭단체협상 이후 원내교섭단체 선진과 창조의 모임 출범
- 2008년 12월: '2008년 국정감사 우수의원'에 문국현 외 78명 (국정감사 모니터단 NGO 선정)

## 정치적 입장
경제 및 투명성 부분에서 장점을 가지고 있다고 평가되고 있다. 언론매체에서는 범여권으로 분류되고 있으나, 기업인 이미지와 함께 여러 친기업적인 정책으로 인해 민주노동당으로부터 우파 성향이라는 공격을 받았다. 핵심 공약으로는 수출과 중소기업을 중시하는 정책을 통해 일자리를 창출하겠다는 안을 제시했다. 남북정상회담에 찬성했으며 북미수교를 지지했다. 한미 FTA에 대해 경계적 입장을 취했으며 경쟁력 강화를 주장했다. "사람이 희망이다."를 정치적 구호로 사용했다. 민생안정 평생교육, 중소기업시대 개막, 남북경제공동체 건설, 공정한 신뢰사회 구축의 4개 핵심 정책 방향을 발표했다.
2007년 12월 11일 문국현 창조한국당 후보는 "행복도시를 국민적 합의를 거쳐 백지화하고 세종시에 세계적 경쟁력을 갖춘 세종국제교육도시를 건설하겠다"고 공약했다. 문국현 후보는 "모든 중앙행정부처를 연기공주로 이전하는 참여정부의 방안은 위헌판결이 났기 때문에 따를 수 없다"며 "일각에서 제기되는 행정수도 복원 주장은 새로운 위헌 시비만 낳을 뿐 실현가능성이 없다"고 주장했다. 국제교육도시 건설과 관련해 "행정중심복합도시는 정치적 타협의 산물로, 원래의 목적인 수도권 인구분산과 충청권의 발전 효과도 크게 기대하기 어려운 참여정부의 대표적 실정으로 끝날 가능성이 매우 높기 때문"이라고 사유를 설명했다. 특히 "행복도시는 통일시대를 내다보지 못한 근시안적이고 반통일적 처사"라고 참여정부 정책을 비판했다. 또한 "어정쩡한 수도분할 상태를 그냥 두고 21세기에 세계로 뻗어나가는 위대한 대한민국을 건설 할 수 없다고 생각한다"고 덧붙였다. 이에 충북경제정의실천시민연합, 지방분권국민운동 대전·충남·충북 본부등 시민단체에서는 12일 성명을 내고 “문국현 후보는 행정중심복합도시 훼손 공약을 철회하라”고 요구했다.

### 이명박 정부의 탄압 주장
김민석, 강기갑 의원과 마찬가지로 이명박 정부의 정치 탄압을 받았다고 알려졌으며, 이를 강기갑 의원이 지적하며 비판했다. 검찰은 공천헌금수수와 정치자금법 위반혐의로 기소했으나 1심판결에서는 검찰이 기소한 이들 혐의에 대해 모두 이유없다며 공천헌금과 정치자금법 위반은 무죄판결을 내렸다. 다만 검사가 기소하지 않은 당채이자율이 시중금리보다 싸다는 이유로 판사가 불고불리의 원칙을 어겨가면서까지 집행유예를 내렸으나 이는 무리한 정치판결이란 비판을 받았다. 이에 대해 창조한국당 김석수 대변인은 '근대사법체계의 근간인 불고불리의 원칙, 즉 검사가 기소한 사안에 대해 판사가 판단해야함에도 불구하고 검찰기소내용은 모두 무죄로 판결하면서 엉뚱한 내용으로 유죄판결 내린것은 납득할 수 없는 판결'이라고 평가했다. 검찰의 구형은 고등 법원의 판결 이후에 나온 것으로, 공천 헌금이 아니라는 고등 법원의 판결조차 무시했다는 측면에서 의혹과 비판의 여론이 있다.

## 학력
- 1961년 서울돈암국민학교 졸업
- 1964년 동성중학교 졸업
- 1967년 중동고등학교 졸업
- 1971년 한국외국어대학교 영어학·경영학 학사
- 1977년 서울대학교 대학원 국제경영학 석사
- 1984년 서울대학교 경영대학원 경영학 석사

## 저서
- 《자본주의 4.0》, 문국현 지음, 석세스티브이, 2011년, ISBN 978-89-6244-149-9
- 《사람이 희망이다》, 문국현 외 지음, 웅진윙스, 2007년, ISBN 978-89-01-07063-6
- 《지구 온난화의 부메랑》,김수종,문국현,최열 공저, 도요새 발행, 2007년, ISBN 978-89-89831-27-3
- 《도시의 생명력, 그린웨이》,김기호, 문국현 지음, 랜덤하우스 코리아, 2006년, ISBN 978-89-5924-990-9
- 《유한킴벌리-세계가 배우는 한국기업의 희망》,문국현,조동성,IDS & Associates consulting 지음, 한즈미디어, 2005년, ISBN 978-89-90785-82-4
- 《녹색공동체를 위한 실천》,UNEP, 나남출판, 1997년, ISBN 978-89-300-3542-2
- 《다주면 다 얻는다》김성수,김영호외, 지식산업사, 2007년,ISBN 978-89-423-9004-5
- 《문국현 솔루션(창조한국10가지미래구상)》환경재단도요새 편집부 지음, 서재경 역, 2007년,ISBN 978-89-89831-37-2

## 주요 수상
- 2007. 6. 월간조선 2007 대한민국 경제리더 대상(사회책임경영부문)
- 2006. 11. Excellence Korea 2006 베스트리더십
- 2006. 2. 한국경영학회 제19회 경영자대상
- 2005. 4. 대한민국 금탑산업훈장 (산림조성공로)
- 2004. 4. 여성지위 향상상 소롭티미스트 한국협회
- 2003. 2. 전국경제인연합회 국제경영원 최우수경영인상(대기업부문)
- 2002. 10. 미시간 주립대학교 Global Korea Award 2002
- 2002. 7. 한국능률협회컨설팅 제3회 대한민국 기업이미지 대상 최고경영자상
- 일가상

## 가족
- 부모: 아버지 문성규, 어머니 임현정
- 형제: 4남 2녀 중 넷째
- 배우자: 박수애
- 자녀: 2녀

## 역대 선거 결과
|  | 5.82% |

|  | 52.02% |

## 소속 정당
| 소속 정당 | 소속 정당  | 소속 기간 | 비고           |
| --------- | ---------- | --------- | -------------- |
|           | 무소속     | 2007      | 정계 입문      |
|           | 창조한국당 | 2007~2012 | 창당 정계 은퇴 |
|           | 무소속     | 2012~현재 | 정당 해산      |

## 같이 보기
- 은평구 을
- 서울 은평구의 국회의원
- 창조한국당
- 유한킴벌리